# ジョージ・ニッセン
ジョージ・ニッセン（George P. Nissen、1914年2月3日 - 2010年4月7日）は、アメリカ合衆国の体操競技選手で、現代のトランポリンの開発者およびトランポリン競技の創始者。トランポリン競技の世界的普及・発展に尽力し、多大な功績を残した。 

## 経歴
アイオワ州ベントン郡出身。アイオワ大学卒業。1930年代の初めに、サーカスの空中ブランコ乗りが防護ネットに落ちて弾む際、独特の身のこなし方で安全対策を講じているのに着想を得て、自宅ガレージに現代のトランポリンに通じるものを初めて作った。
大学時代にNCAAの体操選手権者でもあったニッセンは、彼のコーチであるラリー・グリスウォルド（Larry Griswold）と協力して1934年に鉄の枠組みにゴム・スプリングで支えられたキャンバス地を張り、現在のトランポリンとなる物の試作品を制作し、自身で宙返り等のアクロバティックな空中演技の有用なトレーニングに用いると共に、サマーキャンプなどで子供達に紹介した。
1937年の大学卒業後、ニッセンは友人2人とアメリカやメキシコを巡り、カーニバルなどでトランポリンの実演をして普及に努めた。ニッセン達はメキシコを巡業していた時に地元ダイバー達と行動を共にする機会があり、スペイン語を流暢には話せないながらも、会話の中でダイビング・ボードを意味する語がトランポリン（el trampolin）だということは分かり、その語感が気に入ったニッセンは6か月後にアメリカへ戻った際、英語のスペルにしてトランポリン（Trampoline）と命名して商標とした。学校への販売を開始して、1941年にはアイオワ州でグリスウォルド=ニッセン・トランポリン&タンブリングカンパニーを創業した。
第二次世界大戦中、トランポリンは空中での順応性を向上させるためにパイロットの訓練で使用され、アメリカ軍に少なくとも100台のトランポリンが販売された。また、この時期パラシュート用に開発されたナイロンの方がキャンバスより丈夫で弾性があることが分かり、この頃から今日までトランポリンの面にナイロン素材が使用されている。
戦後はニッセン自らヨーロッパへ赴き、トランポリンの普及と共にトランポリン設備の販売促進を行い、後にその活動はソ連にまで及んだ。これらの活動により、系列の工場を拡大させるまでの成功を収めたが、当初はニッセンの会社の商標であったトランポリンという名称も一般的な語句とされ他メーカーも同様にトランポリンを作りはじめたことにより、ニッセンの会社は1980年代に操業を停止した。

## 影響
1971年にニッセンは、グリスウォルドと共にトランポリン協会（United States Tumbling and Trampoline Association、略称：USTA）を設立している。トランポリン競技と体操競技、両方のスポーツ界から尊敬されている。スイスで開催される国際トランポリン競技会では、ニッセンの名を冠したニッセン・カップが開催されている。